# Quận của tỉnh Mayenne
3 quận của tỉnh Mayenne gồm:
1. Quận Château-Gontier, (quận lỵ: Château-Gontier) với 7 tổng và 71 xã. Dân số của quận này là 56.806 người năm 1990, 58.152 người năm 1999, tăng trưởng dân số là 2.37%.
2. Quận Laval, (tỉnh lỵ của tỉnh Mayenne: Laval) với 13 tổng và 88 xã. Dân số của quận này là 134.173 người năm 1990, và 140.207 người năm 1999, tăng trưởng dân số là 4.5%.
3. Quận Mayenne, (quận lỵ: Mayenne) với 12 tổng và 102 xã. Dân số của quận này là 87.058 người năm 1990, và 86.979 người năm 1999, tăng trưởng dân số là 0.09%.